# لس تریمین
لس تریمین (انگلیسی: Les Tremayne؛ ۱۶ آوریل ۱۹۱۳ – ۱۹ دسامبر ۲۰۰۳) یک هنرپیشه اهل بریتانیا بود. لس تریمن در لندن به دنیا آمد و زمانی‌که ۴ ساله بود به همراه خانواده اش به شیکاگو، ایلینوی مهاجرت کردند. وی از ۱۷ سالگی شروع به کار در رادیو کرد.

از فیلم‌ها یا برنامه‌های تلویزیونی که وی در آن نقش داشته است می‌توان به ساعات دلاوری، شمال از شمال غربی، جنگ دنیاها، تور آبی و شزم! اشاره کرد.